# Hammerwerk Lauf

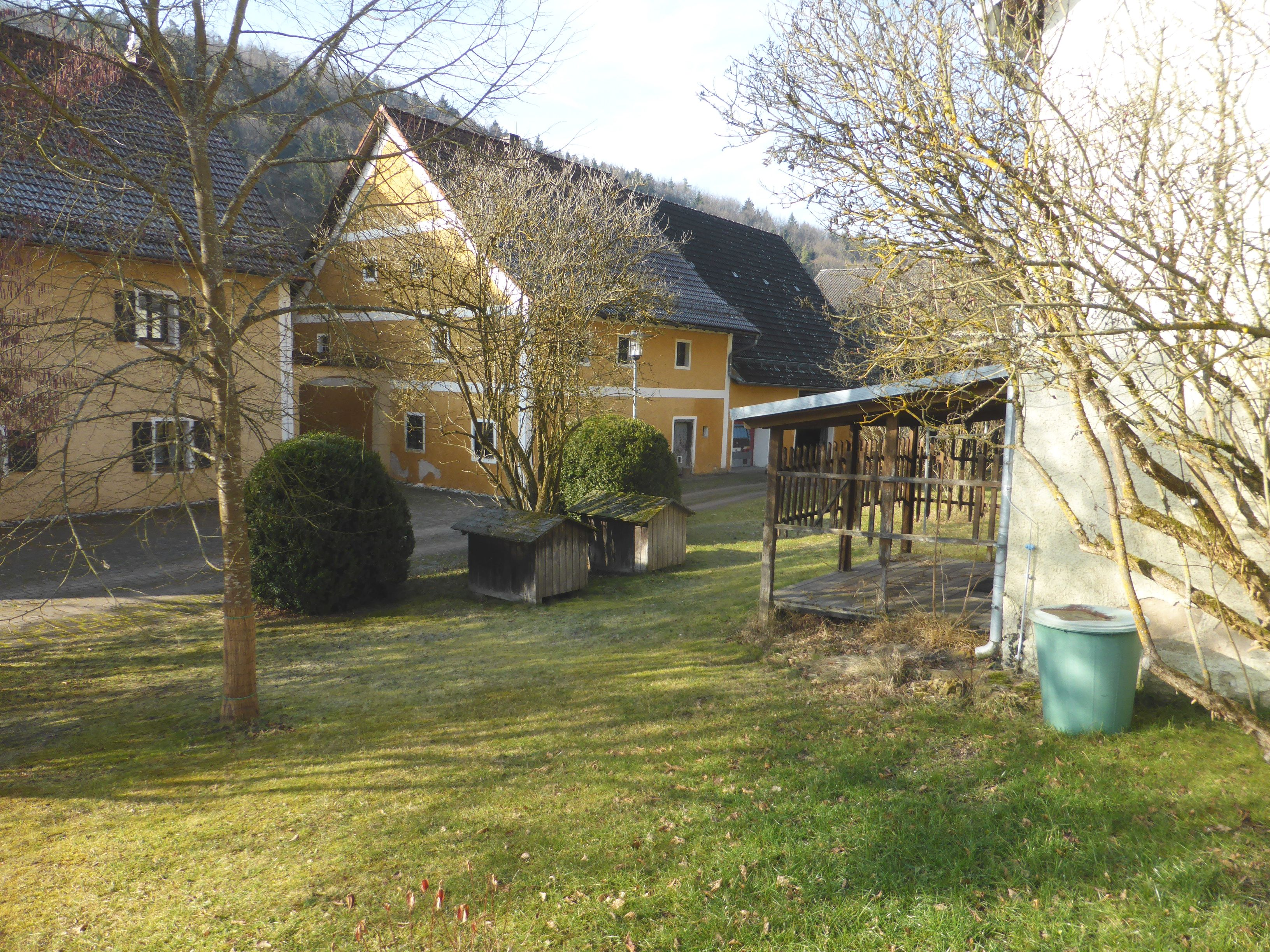
Schloss Lauf (Hohenfels) 2016

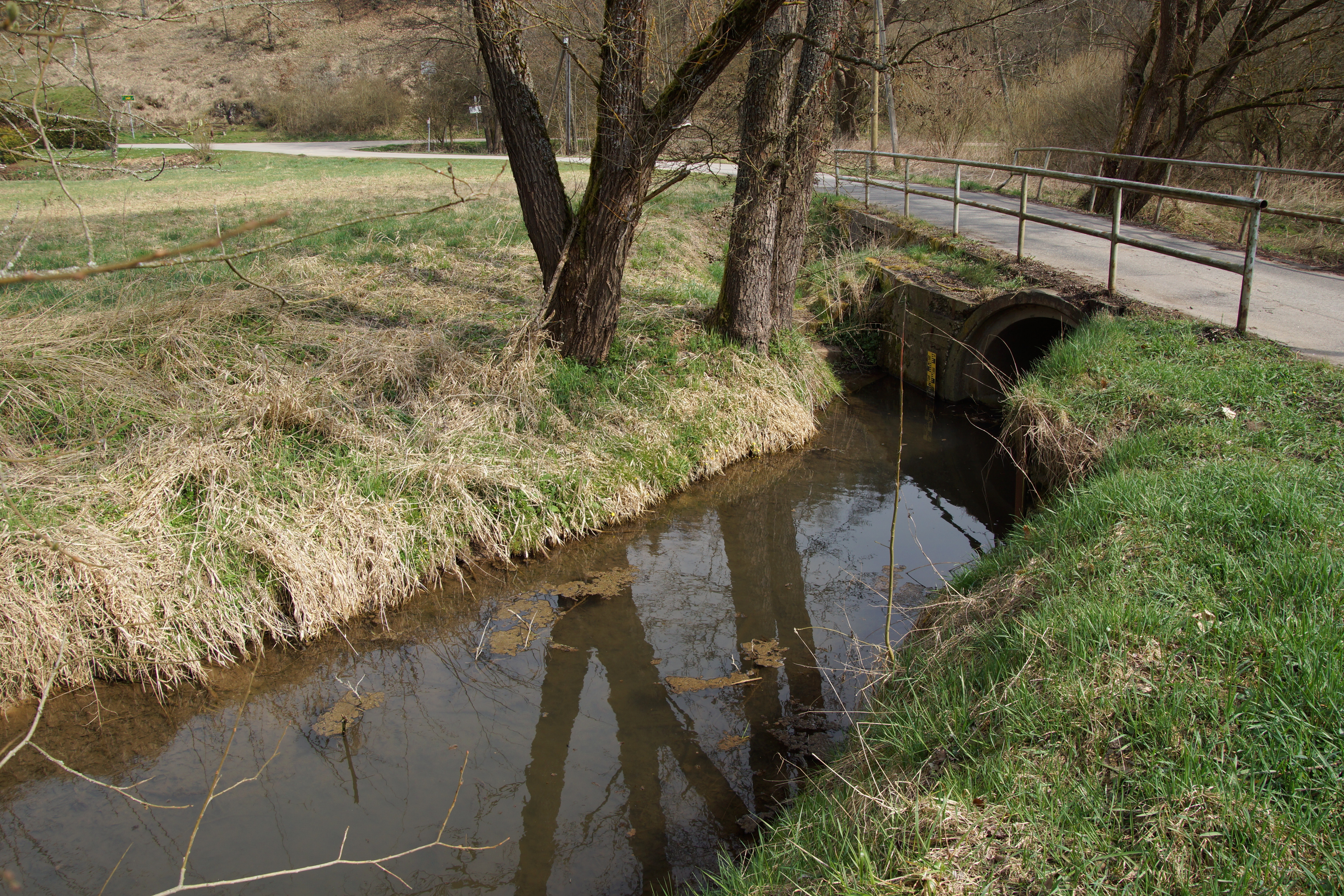
Forellenbach bei Lauf

Das Hammerwerk Lauf ist ein abgegangenes Eisenwerk mit dem ehemaligen Schloss Lauf in dem heutigen Ortsteil Lauf des Marktes Hohenfels, das am dortigen Forellenbach gelegen war. Die Anlage ist unter der Aktennummer D-3-73-134-30  als denkmalgeschütztes Baudenkmal von Lauf verzeichnet. Ebenso wird sie als Bodendenkmal unter der Aktennummer D-3-6837-0264 im Bayernatlas als „archäologische Befunde im Bereich des ehem. Schlosses von Lauf, darunter die Spuren von Vorgängerbauten bzw. älteren Bauphasen sowie des spätmittelalterlichen und frühneuzeitlichen Eisenhammers“ geführt. In Lauf wird 1387 in der Oberpfälzer Hammereinigung ein Eisenhammer genannt („Mertein Gebenpeck mit dem Lauff“).

## Geschichte
Das Hammerwerk Lauf bestand aus einem Schien- und einem Blechhammer (Ober- und Unterlauf genannt). Im 15. Jahrhundert hatte das Werk zuerst Gilg Valbeck inne. 1459 kam es an den Lienhart Alhard. Der nächste Besitzer wurde Hans Turrigl zum Riegelstein. Dessen Sohn Hans verschuldete sich hoch, wobei sein Hauptgläubiger Wolfgang Sauerzapf von Amberg war, für ihn ließ er eine Hypothek auf das Hammerwerk eintragen. 1512 verkaufte er beide Werke mit allen Zugehörigkeiten an Georg Aukofer, wobei noch eine hohe Restschuld bestand.
Deshalb musste das Werk bereits 1515 an Wolfgang Sauerzapf verkauft werden, der auch die bestehenden Schulden von 3200 fl übernahm. Wolfgang Sauerzapf hatte kurz davor das Hammerwerk Theuern erworben und kam um 1520 ebenfalls in finanzielle Schwierigkeiten. Deshalb musste er dem Jorgen Holzschuher und dem Albrecht Portner als die Anwälte der Erben des verstorbenen Hammermeisters Wilhelm Frank 700 fl als Sicherheit verschrieben, auch mit Hans Turrigl traf er einen Vertrag über die noch zu zahlen 1000 fl. Wolfgang Sauerzapf ließ auf dem Hammer die nach der Oberpfälzer Hammereinigung maximal zulässigen 70 Pfund Schieneisen fertigen. Als Hammerzeichen führte Lauf ein Renngaißl (= Rehgeiß). 1540 wurde das Werk an den zweitältesten Sohn Hans dem Älteren (* 1516; † 9. August 1599) übergeben. Dieser heiratete eine Benigna von Saulberg († 15. Juni 1592). Beide sind in der Pfarrkirche zu Rohrbach (Kallmünz) bestattet. Auf einem rot marmornen Grabstein steht dort zu lesen:

„Allhier ligt begraben der Edl und Vöst Hans Sauerzapf der ölter zu ober und nieder Lauf. So in dem Herrn Christo Seeliglich Entschlaffen den … Amen. Gott pfleg seiner Selen!“ und „Allhir ligt begraben die Edl unnd Tugendhafft Fraw Benigna Sauerzapfin gebohrne … Sein Ehlich Hausfraw So in dem Herrn Christo Seeliglich Entschlaffen den 15. Juny 1592. Gott Pfleg Ihrer Selen.“

Die einzige Tochter des Hans und der Benigna war Anna Sauerzapf († 19. August 1596), sie heiratete den Johann Joachim von Pertolzhofen († 11. Juli 1596), pfalz-neuburgischer Rat und Landmarschall. Dieser besaß bereits den Hammer Traidendorf. Durch den großen Reichtum seines Schwiegervaters Hans Sauerzapf konnte er alle Schulden auf Traidendorf bezahlen sowie Bösenkirchen, Kirchenödenhart und Bergheim erwerben. Letztere beiden Güter wurden dem Hans Heinrich Nothafft abgekauft. Aus der Ehe der Anna und des Johann Joachim gingen sieben Kinder hervor. Nur der jüngste namens Sebastian Wolf (* 1567; † 30. November 1626) erreichte ein höheres Alter und verheiratete sich 1589 mit Anna Martha Dölzky. Von seinem Vater übernahm er Traidendorf, Lauf und die anderen Güter. 1624 übergab er Lauf an seinen Sohn Johann Wolfgang um 7000 fl. Dieser behielt Lauf nicht lange, denn wegen der Gegenreformation musste er seine Güter in Lauf am 27. August 1628 an Adam Sauerzapf von Schönhofen veräußern. Um 1623 verheiratete er sich mit Maria Susanna Neumayer, deren Vater der wohlhabende Caspar Neumayer und deren Mutter eine geborene Haller war. Maria Susanna war eigentlich evangelisch, musste aber zu Ostern 1629 zum katholischen Glauben konvertieren. Aus der Ehe gingen drei überlebende Söhne hervor (Johann Wolfgang, Georg Dietrich, Hans Leonhard). 1632 wurden beide Eisenwerke im Zuge des Dreißigjährigen Krieges völlig zerstört. Adam Sauerzapf, der bayerischer Offizier gewesen war, wurde von den Schweden für neun Monate gefangen genommen, meldete sich danach wieder zum bayerischen Heer und wurde dort als Wachtmeister eingestellt. Nachdem seine Frau verstorben war, wurden seine Söhne zu der Vormündern Hans Christoph und Hieronymus Debl nach Kelheim zur Erziehung gegeben. Zwei Söhne erreichten das Erwachsenenalter, ließen sich von Oberst Closen anwerben und zogen im Dienst der Republik Venedig gegen die Türken auf Kreta in den Krieg. Dort sind sie vermutlich umgekommen.
Adam Sauerzapf heiratete ein zweites Mal, und zwar Maria Margarethe von Wölwarth. Aus dieser Ehe ging die Tochter Catharina Dorothea hervor. Der Vater, inzwischen Hauptmann geworden, ging weiter dem Kriegshandwerk nach und fiel 1640 bei Kämpfen um die Festung Wolfenbüttel. Das öde Hammergut Lauf fiel nun der Tochter zu. Diese heiratete 1674 den Witwer Jobst von Wölwarth; dessen Vater war Alexander von Wölwarth († 1660) und die Mutter Sabine war eine geborene Butlar († 1666). Dorothea und Jobst von Wölwarth verkauften das öde Hammerwerk 1675 an Ulrich Geyer, Bürgermeister von Hemau, und seine Ehefrau Catharina. Diese setzten die Gebäude wieder instand, errichteten aber an der Stelle des Blechhammers eine Mühle. Nachfolger wurde sein Sohn Ulrich Geyer. Dieser versuchte, wie auch schon sein Vater, in den Reichsadelstand aufgenommen zu werden. Dies wurde in Bezug auf Lauf abgelehnt; erst als sie das adelige Burggut in Rieden  in der Oberpfalz erhalten hatten, wurden sie nobilitiert. Nach ihrer Erhebung in den Adelsstand gab es zwei Familienlinien, die ältere war die des Ulrich von Geyer auf Lauf und Etzenberg (1656–1726) und die jüngere die des Balthasar von  Geyer auf Laufenthal und Beilnstein (1664–1742). 1817 errichtete Herr von Stachelhausen im Unterlauf einen Holzkohle-Hochofen.

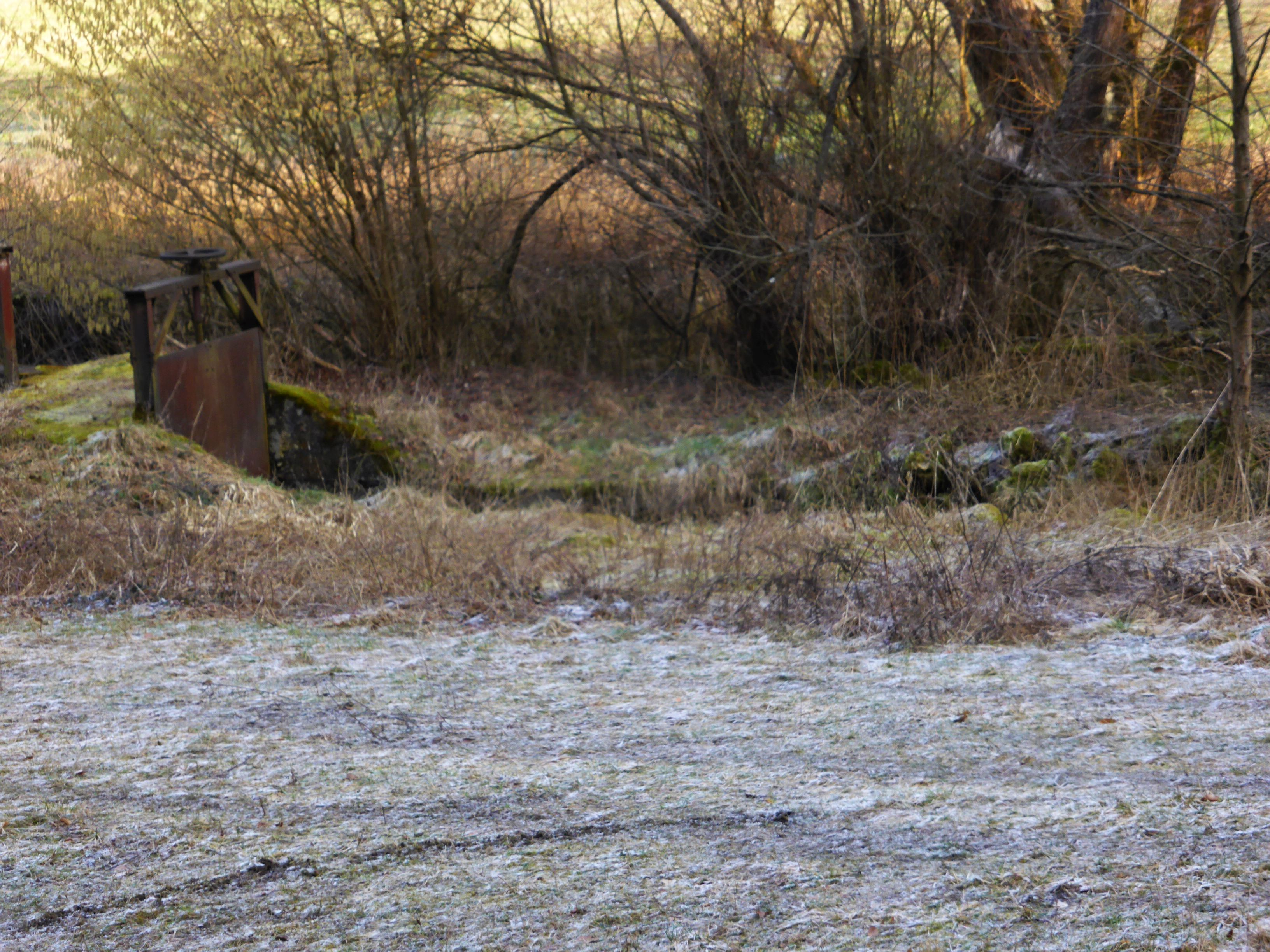
Reste der Wehranlage bei Lauf (Hohenfels)

## Hammerwerk und Schloss Lauf heute
An der Stelle des früheren Hammerwerkes steht das frühere Schloss Lauf mit einem Wirtschaftsgebäude (Lauf 1 und 2). Das ehemalige Schloss ist ein zweigeschossiger Satteldachbau aus dem 17./18. Jahrhundert. Das Wirtschaftsgebäude ist ebenfalls ein zweigeschossiger Satteldachbau mit Putzgliederungen aus dem 18./19. Jahrhundert. Archäologische Befunde und Funde im Bereich des ehemaligen Schlosses von Lauf aus dem 17. und 18. Jahrhundert weisen auf Spuren des spätmittelalterlichen und frühneuzeitlichen Eisenhammers hin.